# Bernard Lepeu
Pour les articles homonymes, voir Lepeu.
Bernard Lepeu, né le 1er mars 1910 à Paris et mort le 30 mars 1976, est un homme politique français.

## Biographie
Entré à l'Assemblée en 1962, l'industriel Bernard Lepeu est battu de justesse lors des élections de 1968 par le candidat centriste, le général Paul Stehlin, faisant de cette circonscription la seule de France dans laquelle un député de la majorité est remplacé par un opposant au gaullisme. Son suppléant, Didier Delfour, devient conseiller de Paris de 1965 à 1971.